# Bas Sibum
Bas Sibum (ur. 26 grudnia 1982 w Nieuw Amsterdam) – holenderski piłkarz występujący na pozycji pomocnika. 

## Kariera
Sibum profesjonalną karierę rozpoczynał w drugoligowym FC Emmen. W jego barwach zadebiutował 7 kwietnia 2001 w przegranym 0-2 ligowym meczu z Heraclesem Almelo. W debiutanckim sezonie 2000/2001 Sibum zagrał w lidze osiem razy. W następnym zagrał w trzynastu meczach. W pierwszym składzie Emmen zaczął regularnie występować od początku sezonu 2002/2003. Wystąpił wówczas w 33 meczach i zdobył 5 bramek. Łącznie spędził tam trzy sezony i w tym czasie rozegrał 54 spotkania i strzelił 5 goli.
W 2003 roku przeniósł się do pierwszoligowego FC Twente. Pierwszy występ zanotował tam 30 sierpnia 2003 w przegranym 0-2 ligowym spotkaniu z PSV Eindhoven. W pierwszym sezonie dotarł z klubem do finału Pucharu Holandii, ale uległ tam z nim 0-1 FC Utrechtowi. W sezonie 2005/2006 uplasował się z Twente na dziewiątej pozycji w lidze i po barażach awansował z nim do Pucharu UEFA. Jednak po porażce w dwumeczu z Levadią Tallinn zakończyli go na drugiej rundzie kwalifikacyjnej. W sumie barwach Twente rozegrał 87 spotkań.
W styczniu 2007 przeszedł do innego pierwszoligowca - Rody Kerkrade. Pierwszy mecz rozegrał tam 20 stycznia 2007 w ligowym pojedynku z Willem II Tilburg (2-1 dla Rody). Od początku gry na Parkstad Limburg Stadion był rezerwowym i w ciągu rocznego pobytu w Rodzie zagrał 20 razy i strzelił jednego gola.
W styczniu 2008 został zawodnikiem NEC Nijmegen. Zadebiutował tam 20 stycznia 2008 w zremisowanym 1-1 meczu z Ajaxem Amsterdam. W sezonie 2007/2008 zajął z klubem siódme miejsce w lidze i po barażach awansował z nim do Pucharu UEFA. Dotarli tam do 1/16 finału, gdzie ulegli w dwumeczu Hamburgerowi SV.